# 贝勒法学院

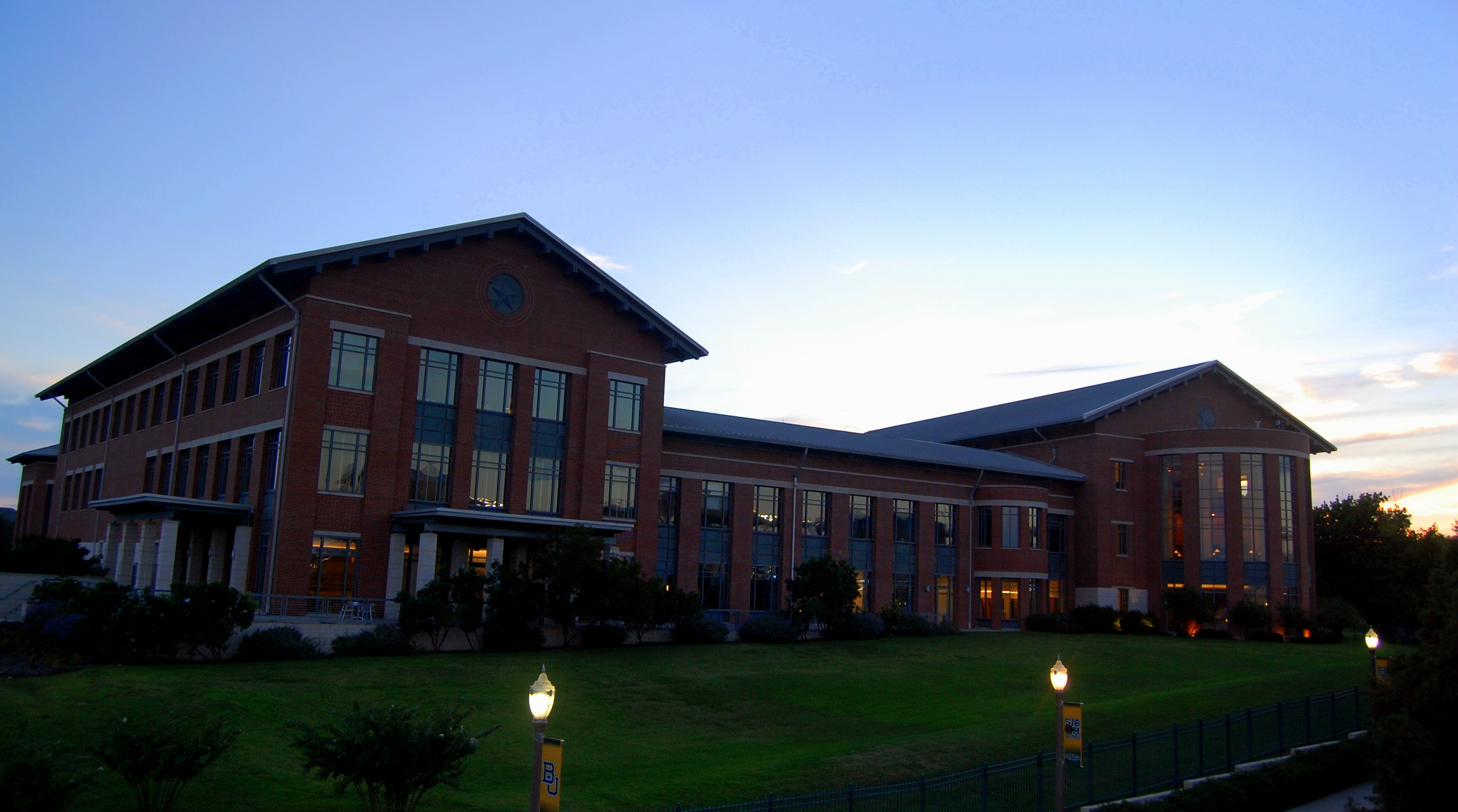
贝勒法学院

贝勒法学院（Baylor Law School）是一所位于美国得克萨斯州韋科 (德克薩斯州)的法学院，附属于贝勒大学。该院创建于1849年。该院在《美国新闻与世界报道》的法学院排名中排到58名。